# La Radio Tomada
La Radio Tomada es una radio en línea participativa y cultural, promovida por el Centro Cultural de España en El Salvador. Inició emisiones en 2013, como parte de los espacios creativos de La Casa Tomada, convirtiéndose en la primera radio online nativa de El Salvador. Está asociada a Radio Exterior de España.
Vinculada a los programas de cooperación para el desarrollo de la AECID, es un espacio de experimentación y producción sonora, donde se pueden presentar proyectos radiofónicos para su producción. Su parrilla ofrece una variedad de programas que incluyen entrevistas, música, y contenido cultural producido por estudiantes, profesionales y agentes culturales.
Entre otros:
Herzio Cultureta: Un programa institucional del Centro Cultural de España en El Salvador (CCESV) que se transmite en vivo todos los martes a las 10:00 a.m. Incluye entrevistas con personajes del mundo cultural y una sección llamada La Ensalada, donde se presenta la agenda semanal del CCESV.
Ayer te vi en Babilonia: Surgido inicialmente en Radio Asonga de Guinea Ecuatorial, ha itinerado por varios países. Actualmente se emite los jueves desde El Salvador, y está dedicado a libros y discos. Diferentes invitados hablan sobre sus libros favoritos, leen fragmentos y recomiendan música.
A2Bandas: Parte de un programa de encuentros musicales, donde una vez al mes se entrevista a músicos que participan en cada edición. Los artistas comparten sus experiencias y aprendizajes al mezclar diferentes estilos musicales.
Además, La Radio Tomada también realiza podcasts en vivo como 'Rucas Raras' y 'Punto y seguido', y ofrece una plataforma para nuevos proyectos radiofónicos.

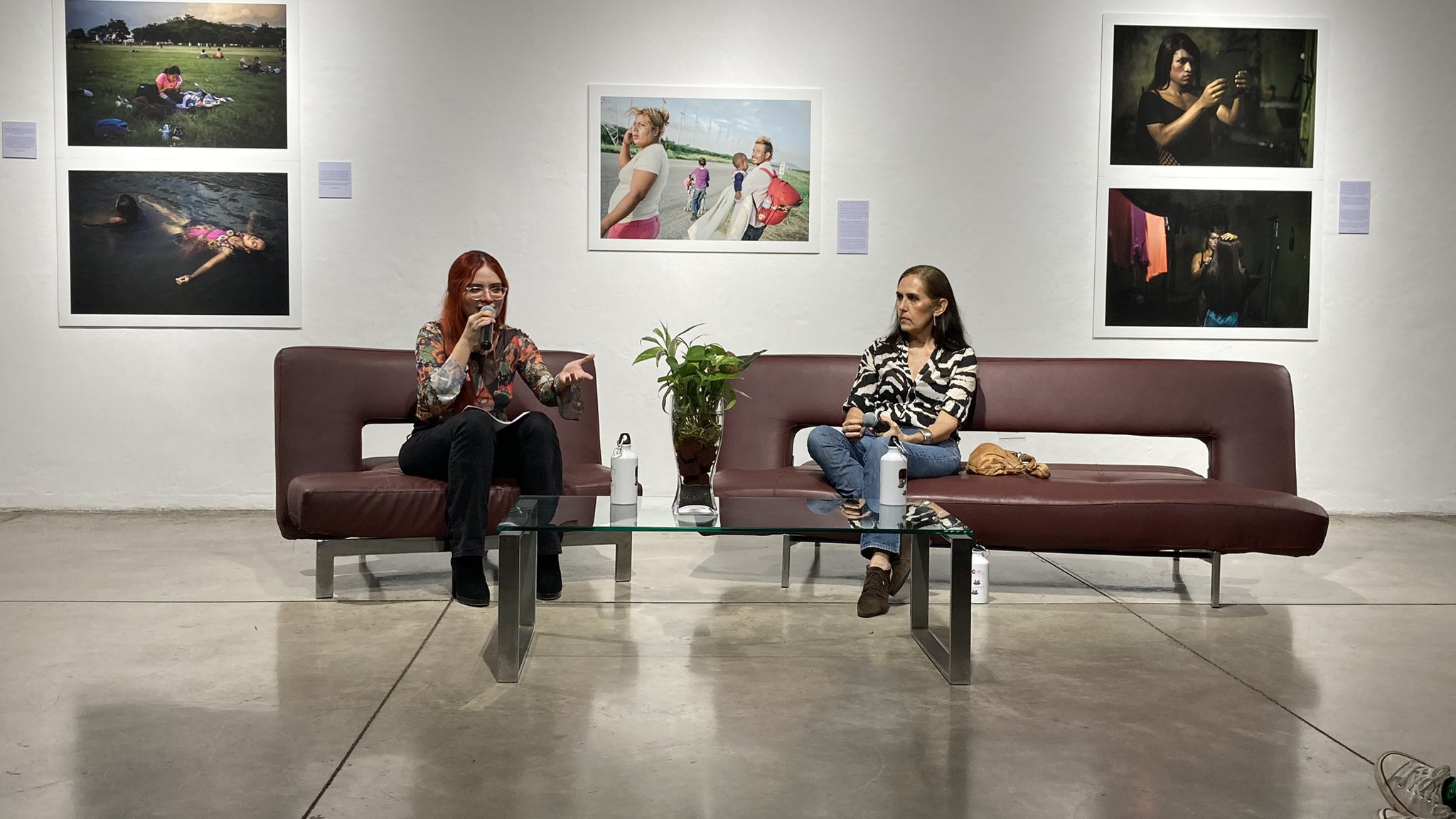
Producción en vivo del programa 'LiteraTOUR' con Jacinta Escudos.
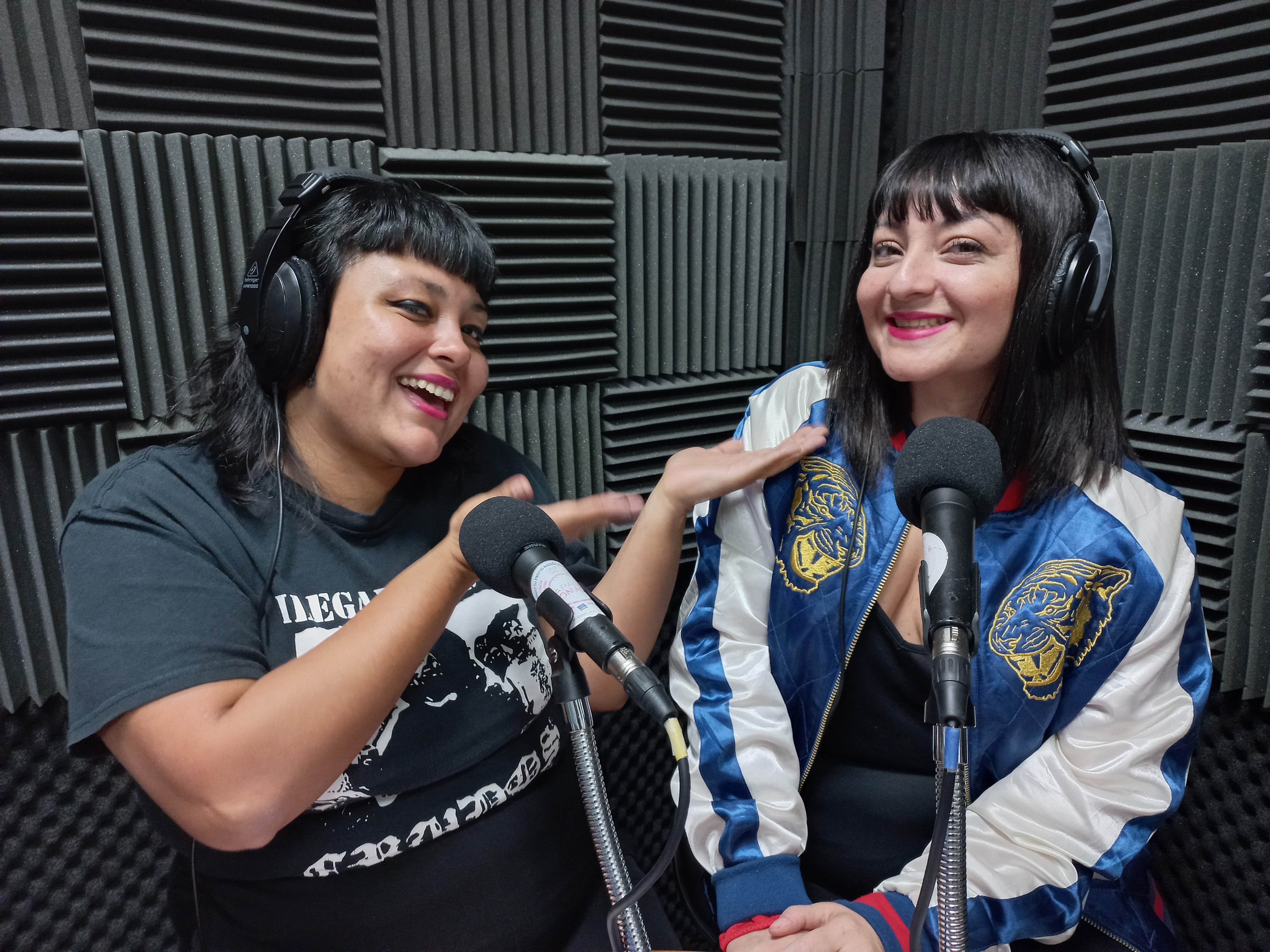
'Rucas Raras' con Jennifer Velásquez y Menly González.
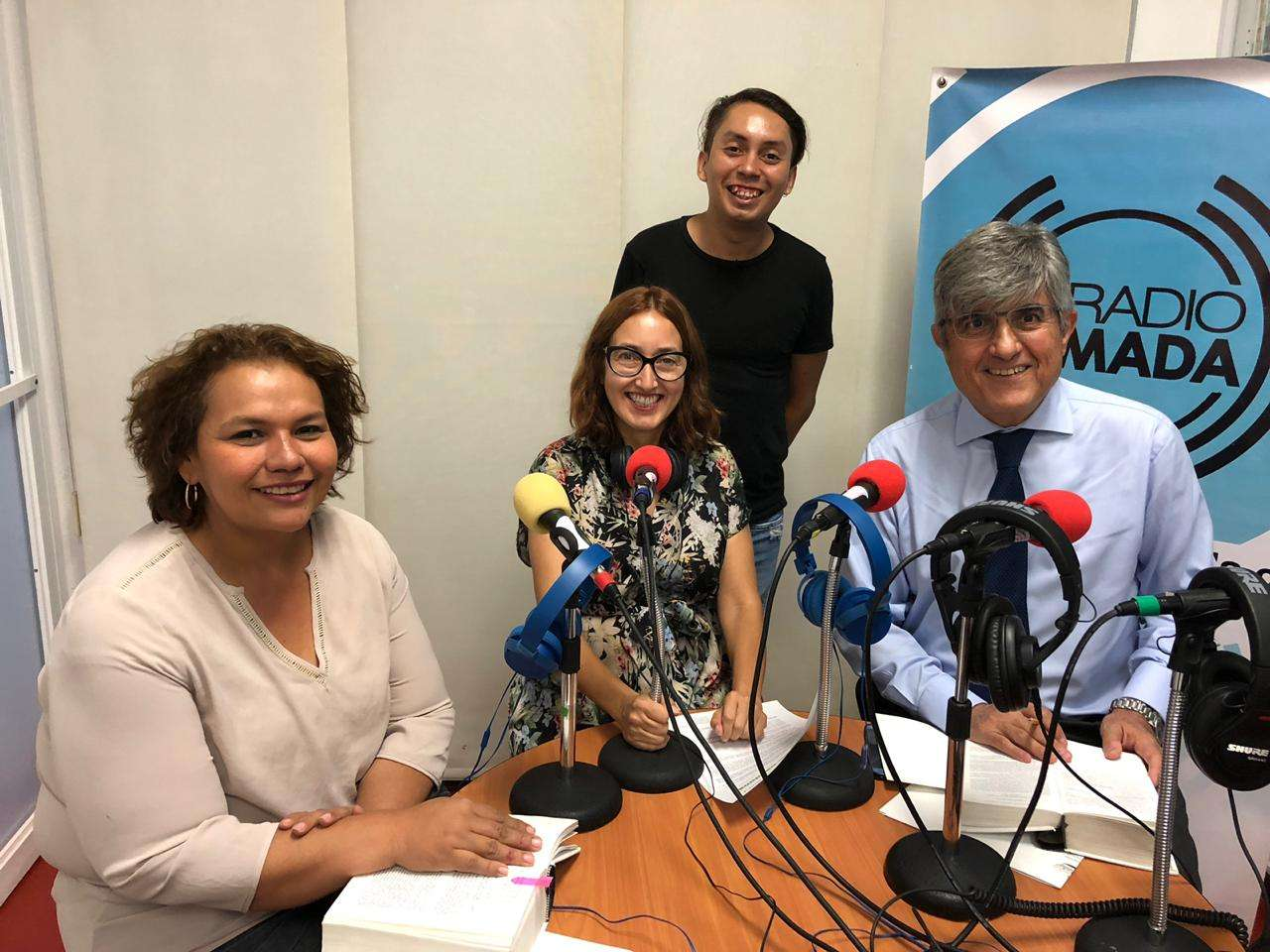
El primer programa de 'Ayer te vi en Babilonia' en su edición salvadoreña con el embajador Federico Torres Muro.
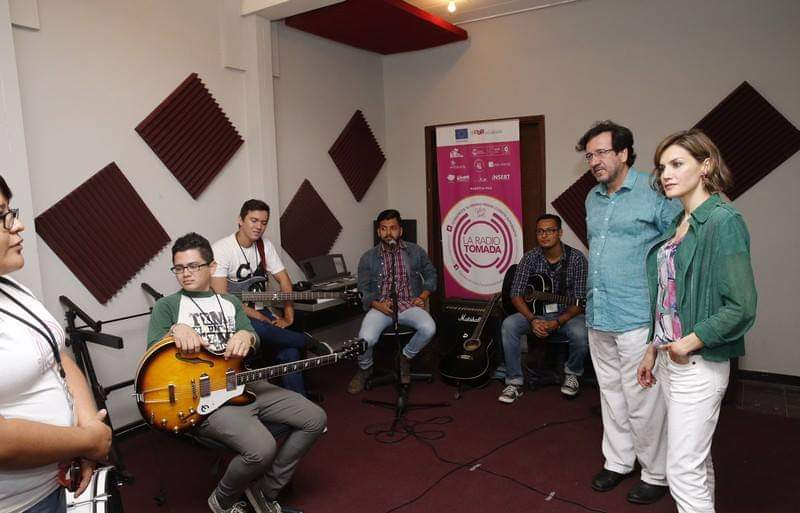
En mayo de 2015, la reina Letizia visita el estudio de La Radio Tomada.
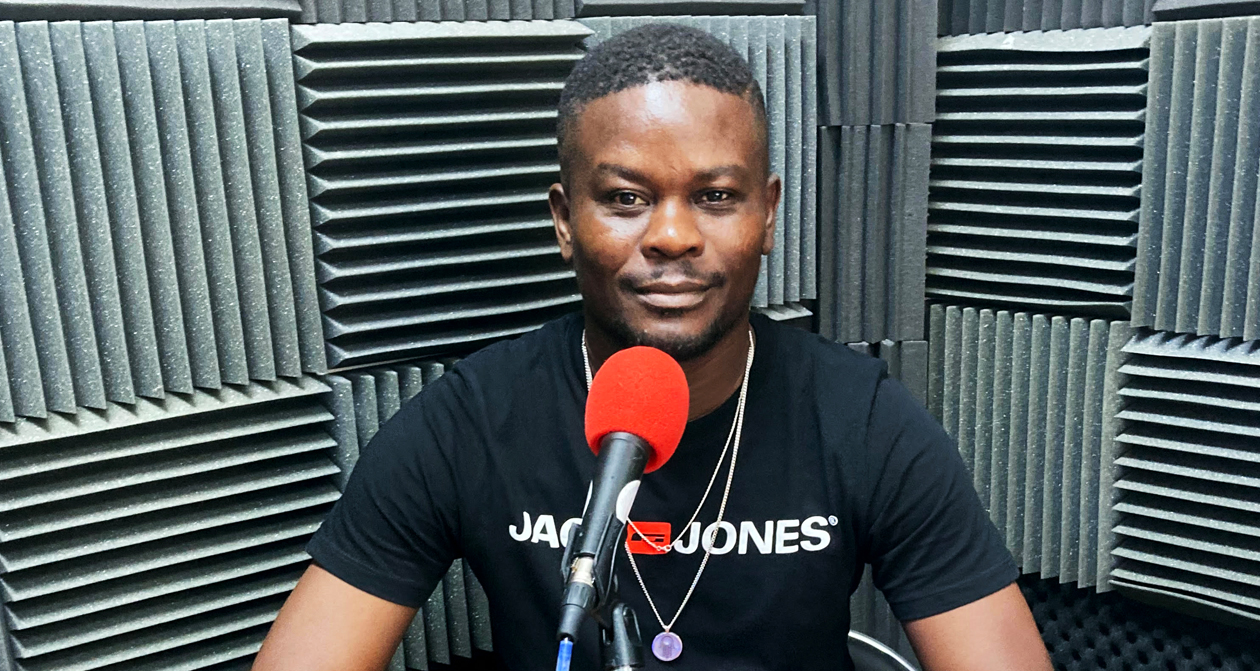
El rapero ecuatoguineano Negro Bey en 'Herzio Cultureta'.